# Bonga
Bonga, także Bonga Kwenda, właśc. José Adelino Barceló de Carvalho (ur. prawdopodobnie 5 września 1942 w Kipri w Angoli) – wokalista i autor tekstów piosenek afrykańskiego nurtu muzyki pop. Jest Mulatem o korzeniach portugalskich i angolskich.

## Życiorys
Bonga wyjechał z Angoli, gdy miał 23 lata i rozpoczął karierę lekkoatletyczną. Był m.in. rekordzistą Angoli w biegu na 400 metrów. Trzykrotnie był mistrzem Portugalii – w 1967 na 400 metrów, w 1969 na 200 i 400 metrów. Podczas mistrzostw Europy w 1969 odpadł w eliminacjach na 400 metrów, a po przejściu eliminacji na 200 metrów nie wystartował w półfinale. Zakończył karierę sportową w 1972.
Od tego czasu poświęcił się wyłącznie muzyce. Szybko stał się gwiazdą muzyki pop w Angoli, a następnie w Portugalii. Wydał ponad 30 płyt z muzyką śpiewaną po portugalsku i w językach Angoli. Jego twórczość to mieszanina folku portugalskiego z rytmami semba i kizomba oraz elementów popu latynoskiego.
Bonga był zaangażowany politycznie w ruch wyzwolenia Angoli spod władzy kolonizatora - Portugalii i włączył się w działania przeciw rządom Antonio de Oliveira Salazara, wykorzystując pozycję znanego sportowca. Na początku lat 70. XX w. został zmuszony do emigracji, co splotło się z wydaniem jego pierwszej płyty Angola 72. Osiadł początkowo w Rotterdamie w Holandii, jednak w efekcie wydania listu gończego za nim przez rząd Portugalii nie mógł osiąść na stałe w żadnym kraju, co zmusiło go do ciągłego przemieszczania się między Niemcami, Belgią i Francją, aż do momentu, gdy Angola uzyskała niepodległość w 1975 r.. W tym okresie Bonga włączył do swoich utworów elementy tradycyjnej muzyki semba i stał się jej najbardziej znanym popularyzatorem.
Rząd niepodległej Angoli w ramach rewitalizacji tradycyjnej kultury stworzył i dotował orkiestrę nazwaną Semba Tropical, która wykonywała utwory skomponowane przez Bongę. Sam Bonga mieszkał w tym okresie w Lizbonie, Paryżu i Angoli, stając się coraz bardziej sceptyczny w stosunku do kolejnych rządów socjalistycznej Angoli i starając się zachowywać dystans wobec wszystkich partii politycznych w Angoli.

## Dyskografia
- Angola 72 (1972)
- Angola 74 (1974)
- Raízes (1975)
- Angola 76 (1976)
- Racines (1978)
- Kandandu (1980
- Kualuka Kuetu (1983)
- Marika (1984)
- Sentimento (1985)
- Massemba (1987)
- Reflexão (1988)
- Malembe Malembe (1989)
- Diaka (1990)
- Jingonça (1991)
- Pax Em Angola (1991)
- Gerações (1992)
- Mutamba (1993)
- Tropicalíssimo (1993)
- Traditional Angolan Music (1993)
- Fogo na Kanjica (1994)
- O Homem do Saco (1995)
- Preto e Branco (1996)

- Roça de Jindungo (1997)
- Dendém de Açúcar (1998)
- Falar de Assim (1999)
- Mulemba Xangola (2001)
- Kaxexe (2003)
- Maiorais (2004)

## Kompilacje
- Angola (1988)
- Paz em Angola (1991)
- Katendu (1993)
- 20 Sucessos de Ouro (1995)

## Na żywo
- Swinga Swinga (1996)
- Bonga Live (2005)